# Кукоклюна хавайска чинка
Кукоклюните хавайски чинки (Pseudonestor xanthophrys), наричани също мауийски папагалски човки, са вид птици от семейство Чинкови (Fringillidae), единствен представител на род Pseudonestor.
Срещат се само в горите на остров Мауи между 1200 и 2200 метра надморска височина по наветрените склонове на вулкана Халеакала. С дължина 14 сантиметра и маса 20 – 25 грама те са сред по-едрите хавайски цветарници. Хранят се главно с насекоми, които търсят под кората на различни дървета и храсти, както и в плодовете им. Видът е критично застрашен, като към 2009 година се предполага, че популацията му наброява около 500 екземпляра.